# Кондо, Наоя
Наоя Кондо (яп. 近藤 直也, род. 3 октября 1983, Уцуномия, Тотиги) — японский футболист.

## Клубная карьера
На протяжении своей футбольной карьеры выступал за клубы «Касива Рейсол», «ДЖЕФ Юнайтед Итихара Тиба» и «Токио Верди».

## Карьера в сборной
В 2012 году сыграл за национальную сборную Японии один матч. Также участвовал в Чемпионате мира среди молодёжных команд 2003 года.

## Достижения
- Победитель Джей-лиги: 2011
- Обладатель кубка Императора: 2012
- Обладатель кубка Джей-лиги: 2013